# Max Pietschmann

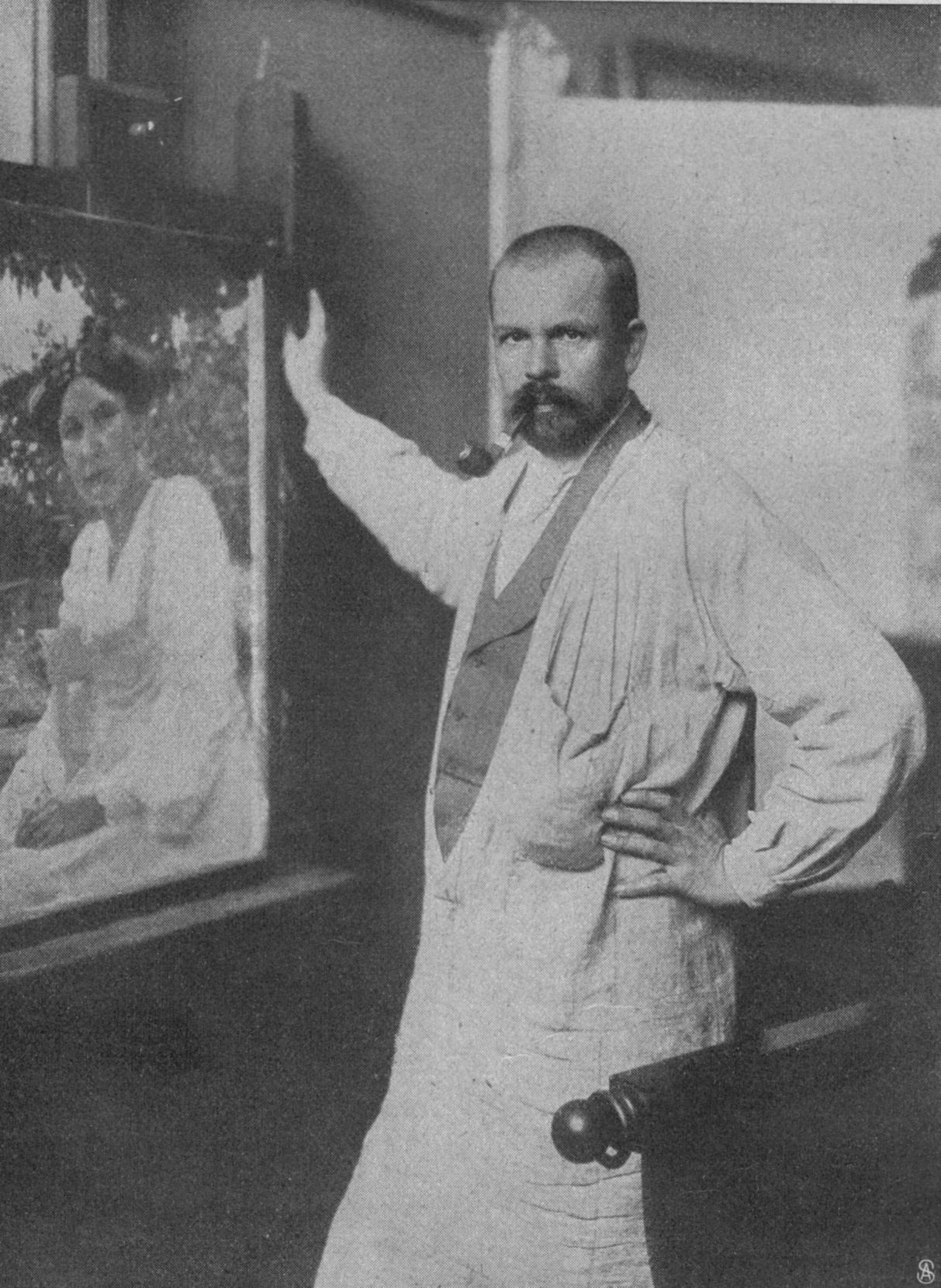
Max Pietschmann in seinem Atelier, ca. 1904

Ernst Max Pietschmann (* 6. August 1865 in Dresden; † 16. April 1952 in Niederpoyritz, Dresden) war ein deutscher Maler.

## Leben
Max Pietschmann absolvierte in den Jahren 1883 bis 1889 ein Studium an der Kunstakademie Dresden. Seine Lehrer waren unter anderem Leon Pohle und Ferdinand Pauwels. Pietschmann gehörte der Malerkolonie in Goppeln bei Dresden an, die sich aufs Freiluftmalen spezialisierte. Zwei Jahre verbrachte er mit Hans Unger in Italien, danach setzte er seine Studien an der Académie Julian in Paris fort, wo er sich hauptsächlich mit Aktzeichnen beschäftigte. Sein 3,8 Meter × 2,6 Meter großes Meeresbild Der Fischzug des Polyphem wurde 1892 in Dresden ausgestellt, wobei Pietschmann lobend als „Hellmaler der neuesten Pariser Schule“ bezeichnet wurde, sowie 1893 bei der Weltausstellung in Chicago. 2021 war die Arbeit in der Galerie des Berliner Auktionshauses Grisebach zu sehen und wurde anschließend für 108.750 Euro versteigert (inkl. Aufgeld). 2023 war sie als Hauptwerk gemeinsam mit 4 Studien in der Ausstellung "Anbaden" in der Villa Schöningen zu sehen. 
Bei der Weltausstellung 1900 in Paris erhielt er eine Auszeichnung. Er ließ sich dann wieder in Dresden nieder, von 1898 bis 1904 besaß er Wohnung und Atelier im Loschwitzer Künstlerhaus, wo er sich der ersten Dresdner Sezessionsbewegung um die Jahrhundertwende, dem Verein bildender Künstler Dresdens, anschloss.
In Niederpoyritz ließ er sich ein Atelierhaus im „italienischen Stil“ errichten und wohnte dort von 1904 bis 1952. Im Jahre 1909 wurde er zum Professor an der Kunstakademie Dresden ernannt. Pietschmann, der in der Tradition von Künstlern wie Max Klinger und Arnold Böcklin stand und ein ähnliches Repertoire hatte, schloss sich offenbar nicht den Kunstströmungen an, die um die Zeit des Ersten Weltkriegs aufkamen. Mit Oskar Zwintscher, Richard Müller, Georg Jahn, Hans Unger, und Sascha Schneider bildete Pietschmann eine „Phalanx der Starken, die um die Jahrhundertwende Dresdens Kunst bedeutete.“

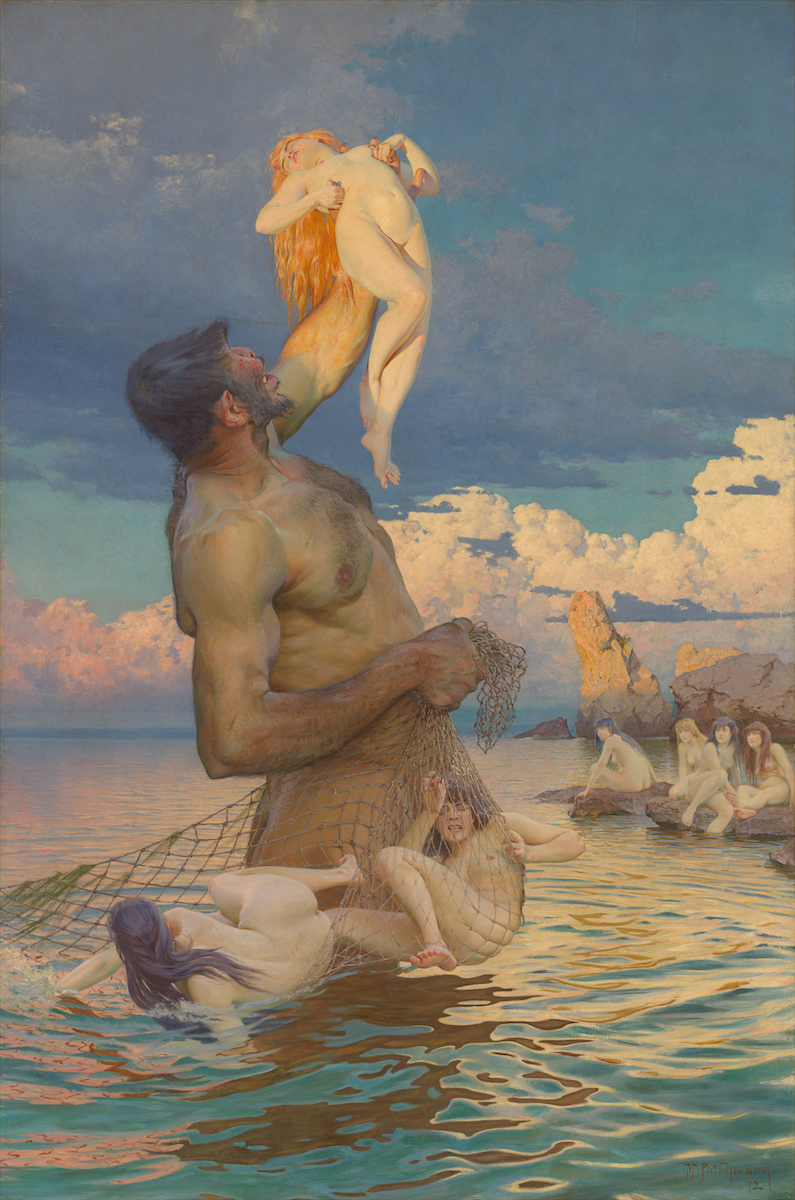
Fischzug des Polyphem (1892)

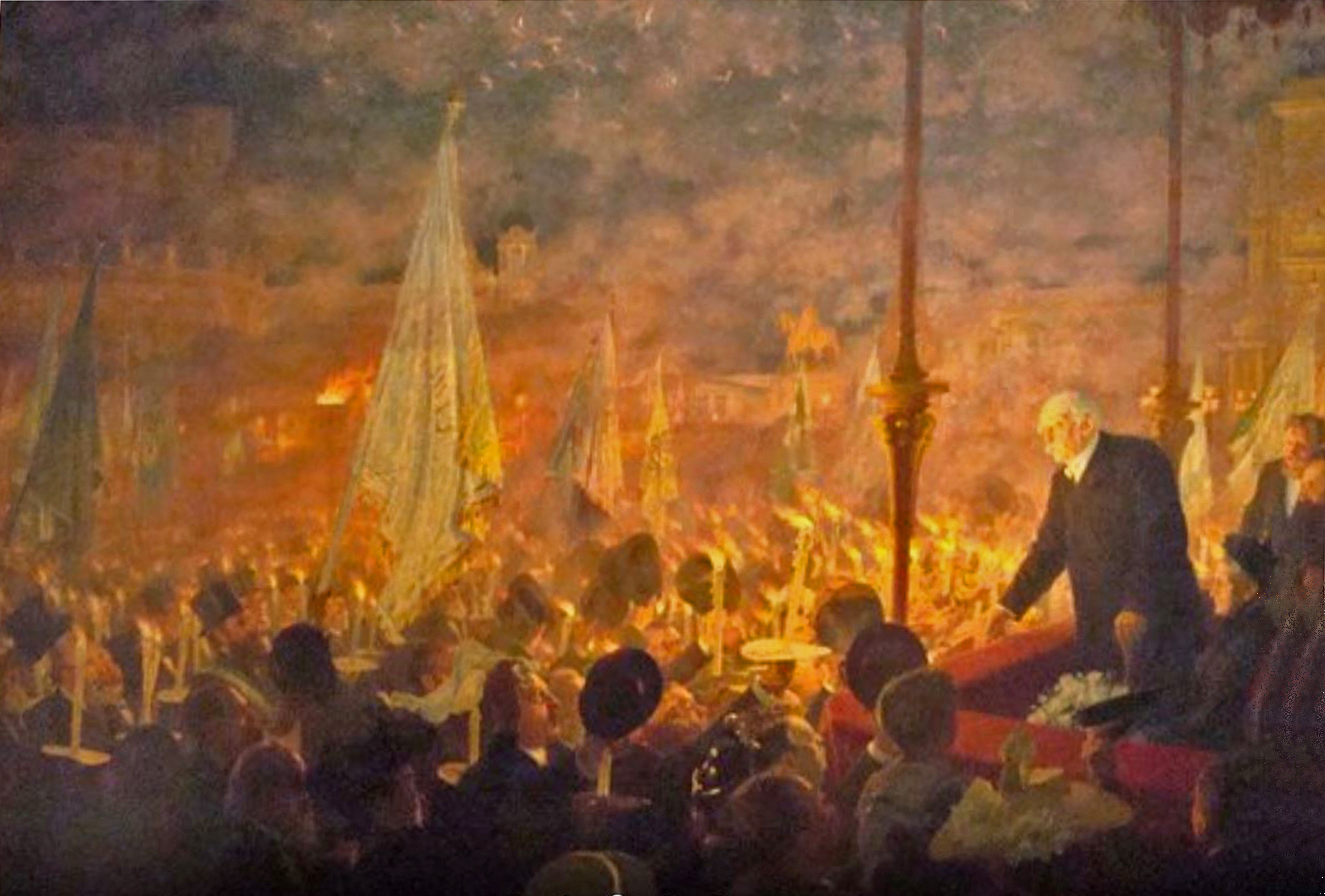
Fürst Bismarck in Dresden am 18. Juni 1892 (1895)

Unter dem Pseudonym „Fr. (Francois) Laubnitz“ malte er Bilder, die in der ersten Hälfte des 20. Jahrhunderts als Wandbilddrucke sehr beliebt waren.
Pietschmann starb 1952 im Dresdner Stadtteil Niederpoyritz und wurde auf dem Hosterwitzer Friedhof bestattet.
Große Teile des künstlerischen und schriftlichen Nachlasses Pietschmanns befinden sich im Archiv der Staatlichen Kunstsammlungen Dresden.

## Werke (Auswahl)
- Fischzug des Polyphem (Tafelbild, Öl; 1892; 1893 mit einer Medaille ausgezeichnet zur Weltausstellung in Chicago)[3]
- Fürst Bismarck in Dresden am 18. Juni 1892 (Tafelbild, Öl; 1895; im Bestand des Stadtmuseums Dresden)[12]
- Bildnis Adolf Rothermundt (Tafelbild, Öl; 1897; im Bestand der Dresdener Gemäldegalerie Neue Meister)[12]
- Badende im Waldweiher am Abend (Tafelbild, Öl; 1898; im Bestand der Dresdener Gemäldegalerie Neue Meister)[12]
- Adam und Eva (Tafelbild, Öl; 1894; im Bestand der Tschechischen Nationalgalerie, Prag)[13]

## Ausstellungen (Auswahl)
- 1893: World’s Columbian Exposition, gezeigt: Fischzug des Polyphem[14]
- 1896: Internationale Kunst-Ausstellung Berlin, gezeigt: Adam und Eva.[15] Mondaufgang. Bildnisstudie.
- 1896: „Handzeichnungen Deutscher Künstler“, 20. September – 31. Oktober 1896, Galerie Arnold, Dresden
- 1899: Deutsche Kunstausstellung Dresden
- 1900: 32. große Gemälde Ausstellung des Kunstvereins in Bremen, Kunsthalle Bremen
- 1901: Große Berliner Kunst-Ausstellung
- 1903: 71. Ausstellung des Kunstvereins Hannover
- 1903: Große Berliner Kunst-Ausstellung
- 1903: Sächsische Kunstausstellung Dresden
- 1904: Große Kunstausstellung Dresden, gezeigt: Das Bad. Adam und Eva.
- 1906: Große Berliner Kunst-Ausstellung
- 1908: Große Kunstausstellung Dresden
- 1908: Münchener Jahres-Ausstellung, gezeigt: Joseph und Maria. Frühlingsidylle. Gebirgswasser.
- 1910: Große Berliner Kunst-Ausstellung
- 1910: Ausstellung der Gruppe Grün-Weiß im Kunstsalon Emil Richter in Dresden, gezeigt: Gebiergswasser. Am Wasser. Aus meinem Fenster.
- 1911: Kunstverein Hamburg, Kollektivausstellung des Ortsvereins Dresden der Allgemeinen Deutschen Kunstgenossenschaft
- 1912: „Stätten der Arbeit“, 15. März – Mitte April 1912, Galerie Arnold, Dresden
- 1913: XI. Internationalen Kunstausstellung im königlichen Glas-Palast zu München, gezeigt: Sitzender weiblicher Rückenakt. Badende. Modellpause.
- 1914: Erste internationale graphische Kunst-Ausstellung, Leipzig
- 1914: Biennale di Venezia
- 1914: Große Berliner Kunst-AusstellungBerliner Kunst-Ausstellung
- 1916: Ausstellung der Künstler-Gilde Berlin, 3. August – 30. September 1916, Nassauischer Kunstverein, Wiesbaden
- 1917: Franz Marc Gedächtnisausstellung, 1. Februar – 1. April 1917, Nassauischer Kunstverein, Wiesbaden
- 1925: „Preiswerte Graphik des Graphischen Kabinetts“, Galerie Arnold Dresden
- 1933: „Portraitausstellung Dresdner Künstler Graphisches Kabinett“, 22. Juni – 25. Juli 1933, Residenzschloss Dresden
- 1934: „Sächsische Kunstausstellung Dresden 1934“
- 1996: Weinbergkirche Dresden-Pillnitz[16]
- 1999/2000: Galerie Neue Meister, Dresden[17]
- 2020: „King Kong kommt aus Dresden. Die Wiederentdeckung des Malers Max Pietschmann“, Galerie Grisebach, Berlin
- 2023: „Anbaden“, 23. April bis 15. Oktober, Villa Schöningen, Potsdam (gezeigt: Fischzug des Polyphem sowie dazugehörige Studien (anfangs drei, nach Verlängerung der Ausstellung vier))[18]